# Stenia irroratalis
Stenia irroratalis là một loài bướm đêm trong họ Crambidae.